# Polükritosz
Polükritosz (I. e. 4. század) ókori görög orvos.
A trákiai Mendéből származott, Artaxerxész perzsa király udvarában élt. Talán azonos azzal, aki Diogenész Laertiosz szerint egy Tón peri Dionüszión című munkát írt, s amelyet Arisztotelész Szikelika címen említ. A műből csupán töredékek maradtak fenn.